# Corte penale internazionale
La Corte penale internazionale (in inglese International Criminal Court - ICC; in francese Cour pénale internationale - CPI) è un tribunale per crimini internazionali che ha sede a L'Aia, nei Paesi Bassi.
La sua competenza è limitata ai crimini più seri che riguardano la comunità internazionale nel suo insieme, cioè il genocidio, i crimini contro l'umanità e i crimini di guerra (cosiddetti crimina iuris gentium), e di recente anche il crimine di aggressione (art. 5, par. 1, Statuto di Roma).
La Corte ha una competenza complementare a quella dei singoli Stati, dunque può intervenire se e solo se gli Stati non possono (o non vogliono) agire per punire crimini internazionali.
La Corte penale internazionale non è un organo dell'ONU e non va confusa con la Corte internazionale di giustizia delle Nazioni Unite, anch'essa con sede a L'Aia. Ha però alcuni legami con le Nazioni Unite: ad esempio il Consiglio di sicurezza ha il potere di deferire alla Corte situazioni che altrimenti non sarebbero sotto la sua giurisdizione (art. 13(b), Statuto di Roma).

## Storia
Le origini della Corte penale internazionale risalgono alla fine della seconda guerra mondiale, quando vennero istituiti dei tribunali militari internazionali. Il primo fu chiamato a giudicare i capi nazisti nel Processo di Norimberga, mentre il secondo era quello del Processo di Tokyo. Come tribunali militari, la loro competenza giurisdizionale si limitava ai crimini di guerra. Il tribunale di Norimberga - che durante gli anni aveva pronunciato diverse sentenze, ampliando l'ambito di giurisdizione inserendovi, oltre ai crimini di guerra, anche i crimini contro l'umanità e contro la pace - suscitò diverse polemiche nella dottrina giuridica, per la presunta violazione del principio di irretroattività della legge penale: per questo motivo già negli anni Cinquanta la migliore dottrina internazionalista si pose il problema di consacrare in un testo normativo vincolante i precetti che perseguivano queste gravissime fattispecie di crimine internazionale e sancivano per esse la responsabilità anche personale - e non solo statale - degli autori. Nell'ambito di questo riconoscimento pattizio del precetto, la sanzione sarebbe stata irrogata da un nuovo organo, la Corte penale internazionale. 
La campagna per l'istituzione della Corte penale internazionale fu poi ripresa e rilanciata negli anni novanta da una coalizione di 300 organizzazioni non governative, tra le quali l'organizzazione Non c'è pace senza giustizia appartenente alla galassia radicale italiana.
Contemporaneamente l'Assemblea generale dell'ONU varò il progetto di formulare un codice sui crimini e uno statuto per la Corte penale internazionale. Il 9 dicembre 1994, l'Assemblea generale creava un apposito comitato preparatorio che riprese il progetto elaborato precedentemente dalla Commissione di diritto internazionale, approfondendone gli aspetti più controversi e sviluppandone i profili più complessi anche alla luce della codificazione dei crimini internazionali avvenuta negli statuti e successive modifiche dei primi tribunali ad hoc. Le pressioni da parte dell'ONU di terminare il progetto di realizzazione, infatti, si fecero più pesanti durante il 1993-1994, proprio perché erano stati istituiti dei tribunali ad hoc per la questione di ex Jugoslavia e Ruanda.
Nel 1996, conclusi i lavori della commissione, l'Assemblea generale delle Nazioni Unite - con la risoluzione n. 51/207 del 17 dicembre 1996 - convocò una conferenza diplomatica di plenipotenziari, che sarebbe stata ospitata a Roma – nella sede della FAO all'Aventino – dal 15 giugno al 17 luglio 1998: ad essa fu rimesso il progetto finale (la cui redazione si protrasse sino al 3 aprile 1998) che per la prima volta proponeva l'individuazione degli elements of crimes (attuale articolo 8 dello Statuto di Roma) e l'istituzione di una Corte internazionale chiamata a accertarli e sanzionarli.
Dopo intense discussioni (cui contribuirono anche molteplici organizzazioni non governative che avevano sostenuto la campagna d'opinione pubblica per la giurisdizione universale sui crimini internazionali), la Conferenza di Roma si concludeva con l'approvazione dello Statuto con 120 voti favorevoli, 7 contrari, 21 astenuti, e con la firma dell'Atto finale, aperto a tutte le delegazioni partecipanti (160).

Le progressive ratifiche dello statuto hanno consentito di raggiungere il quorum fissato dall'art. 126 (60 ratifiche) quattro anni dopo la conferenza di Roma: in virtù di questa norma il testo è quindi entrato in vigore il 1º luglio del 2002.
La Corte ha iniziato le proprie attività nel 2002 con un piccolo gruppo di quattro persone, detto advanced team che aveva il compito di renderla operativa, si è poi ampliata a uno staff non superiore alle trenta unità, che lavoravano negli ex uffici della compagnia telefonica olandese KPN, con altre organizzazioni internazionali e con distaccamenti del Ministero olandese.
Il primo nucleo operativo è stato dapprima ampliato con l'elezione dei diciotto giudici, la nomina del presidente Philippe Kirsch e del cancelliere Bruno Cathala, che aveva guidato l'advanced team a partire dall'estate del 2002, e successivamente con l'elezione del procuratore capo Luis Moreno-Ocampo (cui è succeduta, nella funzione, Fatou Bensouda).
Il 13 settembre 2004 alla Corte è stato riconosciuto lo status di osservatore dell'Assemblea generale delle Nazioni Unite.
Il primo imputato di questo organo giudiziario è stato il congolese Thomas Lubanga il cui processo è iniziato il 26 gennaio del 2009.

## Legittimazione e giurisdizione
Lo Statuto di Roma della Corte penale internazionale è stato stipulato il 17 luglio del 1998 e definisce in dettaglio la giurisdizione e il funzionamento della Corte.
Lo Statuto è entrato in vigore il 1º luglio 2002 dopo la ratifica da parte del sessantesimo Stato aderente.
Gli Stati parte sono 125, ben più della metà dei 193 Stati membri dell'ONU.
La CPI ha giurisdizione sovranazionale e può processare individui (non Stati) responsabili di crimini di guerra, genocidio, crimini contro l'umanità, crimine di aggressione commessi sul territorio e/o da parte di uno o più residenti di uno Stato parte, nel caso in cui lo Stato in questione non abbia le capacità o la volontà di procedere in base alle leggi di quello Stato e in armonia con il diritto internazionale.
La giurisdizione della Corte si esercita nel caso di crimini commessi sul territorio di uno Stato parte o da un cittadino di uno Stato parte. Ne consegue che anche i crimini commessi sul territorio di uno Stato parte, da parte di un cittadino di uno Stato non parte, rientrano nella giurisdizione della Corte.
Uno Stato non parte non è tenuto a estradare propri cittadini che abbiano commesso tali crimini in un Paese parte e al giorno d'oggi non esistono mezzi di coercizione internazionali per spingere gli Stati non parte a cedere alle richieste della Corte internazionale; il problema, tuttora aperto, è semmai l'esistenza di trattati internazionali (detti SOFA) che attribuiscono immunità a soldati di uno Stato non parte quando sono sul territorio di uno Stato parte.

## Paesi membri
I paesi che aderiscono allo Statuto di Roma sono 125 (gennaio 2025). Altri 32 paesi hanno firmato ma non ratificato il trattato. Fra questi, Israele, Russia, Stati Uniti e Sudan hanno dichiarato di non avere intenzione di ratificarlo.
Tra i cinque membri permanenti del Consiglio di sicurezza, hanno aderito alla Corte penale internazionale Francia e Regno Unito, mentre non hanno aderito USA, Cina e Russia.
Una ricaduta sulle adesioni già accordate si è avuta a seguito delle iniziative di sostegno, anche in sede di Unione africana, agli inquisiti posti ai vertici degli Stati sudanese e keniota, oggetto di indagini da parte della Corte nella prima metà del secondo decennio del XXI secolo. Infatti, si è registrato il fenomeno delle proteste degli Stati africani, in merito a un presunto accanimento della Corte contro il continente e le sue prassi di gestione politica: anche alla luce di ciò, nel 2016 il Burundi, il Sudafrica e il Gambia hanno annunciato la volontà di recedere dallo Statuto di Roma per negare giurisdizione alla Corte sul loro territorio, ma solo il Burundi, nell'ottobre 2017, ha confermato la decisione di lasciare la Corte.
L'Ucraina aveva sottoscritto lo Statuto di Roma il 20 gennaio 2000, ma ha ultimato le procedure di ratifica parlamentare solo il 21 agosto 2024, con voto quasi unanime della Verchovna Rada: la legge di ratifica contiene però una dichiarazione, ai sensi dell'art. 124 (peraltro in via di abrogazione) dello Statuto, con la quale, «per sette anni dall'effettiva entrata in vigore della ratifica, l'Ucraina "non riconoscerà la giurisdizione della Corte penale internazionale" sui crimini di guerra "quando, probabilmente, commessi da suoi cittadini".» In precedenza, pur non essendo ancora diventato uno Stato Parte, l'Ucraina aveva accettato ufficialmente per due volte la giurisdizione della Corte ai sensi dell'art. 12, comma 3, dapprima solo per crimini compiuti nel periodo dal 21 novembre 2013 al 22 febbraio 2014, poi anche per il periodo successivo indefinitamente. È stata proprio tale accettazione a configurare il presupposto giuridico per l'apertura dell'azione penale da parte della Corte nei confronti del presidente Putin e di altri alti funzionari della Federazione Russa, la quale non riconosce la giurisdizione della Corte e ha ritirato la sua firma dallo Statuto di Roma.
La posizione di Washington, ostile sin dall'inizio, produsse un duro confronto al momento dell'entrata in vigore del trattato istitutivo, anche con l'Unione europea. Nel 2002 gli Stati Uniti approvarono addirittura una legge federale che fu soprannominata "Legge di invasione dell'Aia" perché autorizza il Presidente a utilizzare "tutti i mezzi necessari e appropriati per ottenere il rilascio di qualsiasi membro del personale statunitense o alleato detenuto o imprigionato da, per conto di o su richiesta della Corte Penale Internazionale". L'opposizione si è attenuata quando è stato sostituito l'ambasciatore USA al Consiglio di sicurezza delle Nazioni Unite John Bolton: dapprima il Dipartimento di Stato ha espresso apprezzamento per il trasferimento dell'imputato Charles Taylor all'Aja; successivamente il governo statunitense non ha impedito l'adozione di risoluzioni che minacciavano il deferimento alla Corte penale internazionale di alcuni possibili crimini dei governanti libici nel 2011.
Successivamente, però, la situazione è tornata estremamente conflittuale quando la Palestina ha depositato lo strumento di adesione al trattato istitutivo della Corte, fino alle minacce di sanzioni rivolte dal neo-segretario di Stato Bolton il 10 settembre 2018. Si tratta di una possibile controprova del fatto che, al di là dei motivi formali pure addotti inizialmente dall'amministrazione USA, il vero timore è che un organo giurisdizionale autonomo gestisca l'applicazione del DIU nei confronti degli Stati alleati e di quelli che ospitano personale militare statunitense, fin qui schermato da ogni possibile persecuzione penale non nazionale per le attività svolte nell'esercizio della funzione di aiuto allo Stato ospite nelle attività di contrasto al partito insurrezionale di alcune guerre civili in corso.
In seguito è giunta la decisione dell'amministrazione Trump di imporre un divieto di viaggio al procuratore dell'Aia, Fatou Bensouda e ai membri del suo staff. L'ex consigliere per la sicurezza nazionale di Trump, John R. Bolton, e il segretario di Stato Mike Pompeo hanno così reagito alla decisione con cui la Corte penale internazionale aveva accolto la richiesta di Bensouda di aprire un'indagine formale sui crimini di guerra commessi in Afghanistan da tutte le parti in lotta, comprese le forze americane. Alla violazione della Convenzione di Vienna sulle relazioni diplomatiche, sottesa a queste misure, si è aggiunto anche il divieto di Trump ai cittadini statunitensi di fornire consulenza come esperti alla Corte penale internazionale.

### Inadempimento dell'obbligo di collaborazione degli Stati con la Corte
Il presidente russo Vladimir Putin, ricercato per presunti crimini di guerra in Ucraina, ha ricevuto un caloroso benvenuto e non è stato arrestato durante una visita ufficiale nella vicina Mongolia, che è Stato membro dello Statuto di Roma, a settembre 2024.
Anche il Sudafrica, un altro Stato membro della Corte penale internazionale, non riuscì ad arrestare l'allora presidente sudanese Omar al-Bashir durante la sua visita nel 2015, nonostante fosse di fronte a un mandato per presunti crimini di guerra nella regione del Darfur.

## Assemblea degli Stati Parte
L'Assemblea degli Stati Parte (ASP) non è un organo della CPI ma ne è parte costituente. I due organismi internazionali sono indissolubilmente correlati l'uno all'altro. L'ASP è l'organismo composto dai rappresentanti degli Stati membri, detti appunto Stati Parte, quindi dai rappresentanti di quegli Stati che hanno firmato e ratificato lo Statuto di Roma. I rappresentanti hanno uguali diritti in assemblea (uno Stato un voto) e l'ASP si riunisce per deliberare su questioni procedurali, per l'elezione dei giudici e del procuratore capo, per segnalare situazioni da riferire all'OTP, per l'approvazione del bilancio e lo stanziamento dei fondi, e per svolgere una funzione di controllo sull'operato della CPI e di interlocuzione diplomatica e lobbistica con i paesi di riferimento.

## La Corte penale internazionale e le Nazioni Unite
Il Consiglio di sicurezza delle Nazioni Unite non è un organo della Corte penale internazionale, seppure ha limitati poteri di attivazione e sospensione temporanea dell'attività investigativa della Corte. Il Cds può, con la medesima procedura di qualunque Stato Parte: segnalare al procuratore l'opportunità di indagare su determinati fatti (situations) mediante lo strumento della segnalazione delle situazioni (referral of situations); può chiedere, senza poter esercitare alcun veto, alla Camera per il processo preliminare (Pre-Trial Chamber) di sospendere temporaneamente una procedura di istruttoria, se questa appare intralciare la sua azione per la pace e la sicurezza interna; può intervenire in mancanza di collaborazione con gli Stati.
I rapporti tra la Corte penale internazionale e le Nazioni Unite sono regolati da trattati internazionali di tipo concordatario e i due organismi internazionali sono due entità differenti. Mentre i rapporti tra ONU e Corte internazionale di giustizia (con sede a L'Aia) o vari tribunali ad hoc delle Nazioni Unite (es. Tribunale penale internazionale per il Ruanda e Tribunale penale internazionale per l'ex Jugoslavia) sono di diretta emanazione e dipendenza statutaria, quelli tra CPI e Nazioni Unite sono regolati da concordati e modalità differenti: ciò non impedisce a singoli organi o agenzie delle Nazioni Unite di invocare pubblicamente le indagini della CPI su fatti di cronaca che appaiono configurare crimini di guerra o contro l'umanità.

## Gli organi e le loro competenze

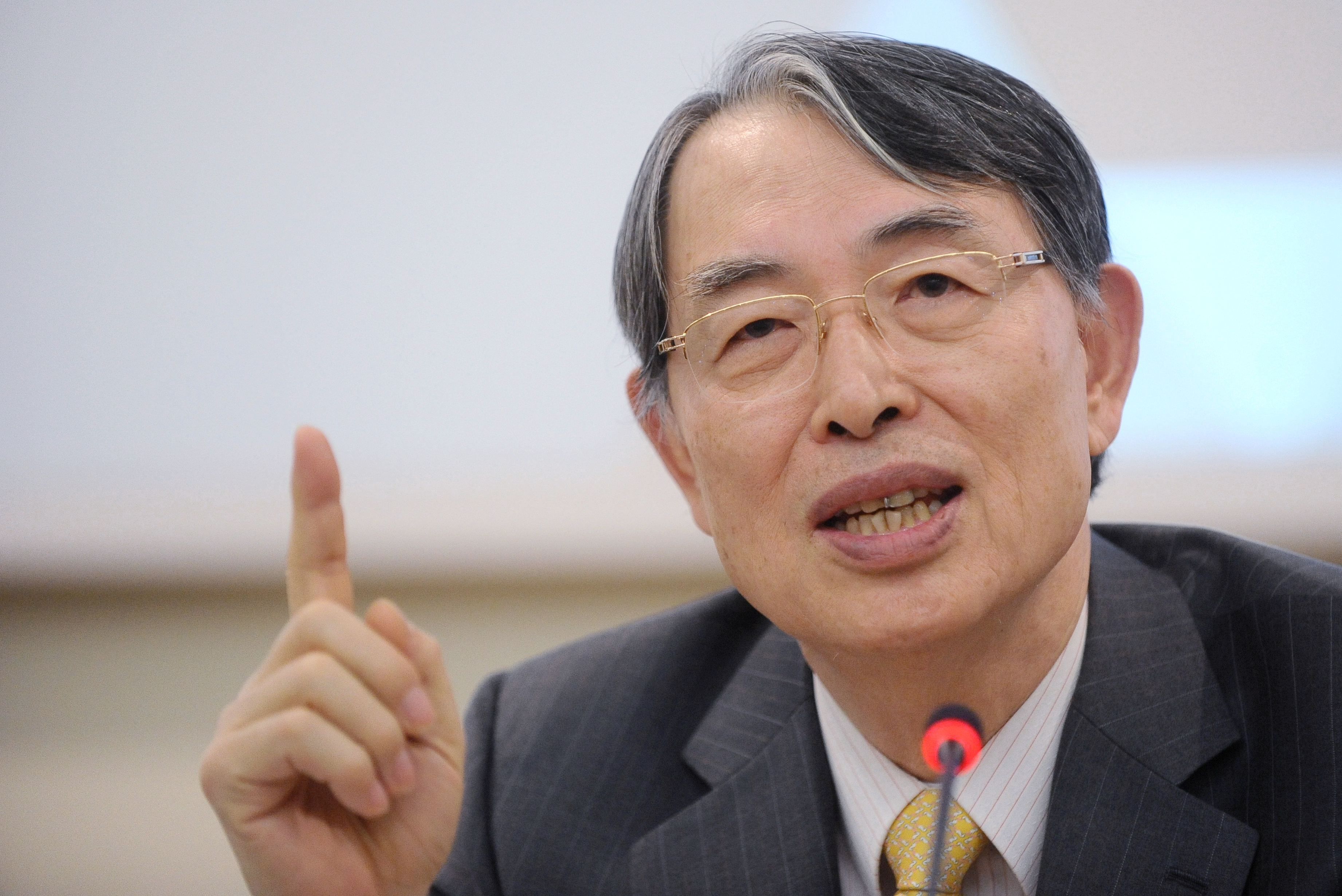
Song Sang-hyun, Presidente della Corte dal 2009 al 2015

Gli organi della Corte penale internazionale sono quattro:
- Presidenza, composta da un nucleo di presidente e due vicepresidenti (primo e secondo vicepresidente) eletti dai giudici riuniti in consiglio. I diciotto giudici[30] vengono nominati dall'Assemblea degli Stati parte, dal momento della loro elezione possono riunirsi in camera di consiglio ed eleggere ad assoluta maggioranza il presidente e i due vice presidenti che manterranno la loro posizione per un termine di tre anni (o per un tempo minore, se il loro mandato finisce prima) rinnovabile una sola volta. La Presidenza è responsabile per l'appropriato svolgimento delle attività giudiziarie e della Corte con l'eccezione dell'Ufficio del procuratore (OTP - Office of The Prosecutor) che dovrebbe mantenere un certo grado di indipendenza. Il presidente è comunque tenuto a cercare un coordinamento con le attività dell'Ufficio del Procuratore. I primi quattro Presidenti della CPI sono stati il canadese Philippe Kirsch, il sud-coreano Sang-Hyun Song, l'argentina Silvia Alejandra Fernández De Gurmendi e il nigeriano Chile Eboe-Osuji mentre l'attuale presidente (per il periodo 2021-2024) è il polacco Piotr Hofmański.

- Divisioni, composte dai giudici e suddivise in un numero variabile di omonime 'Camere'. Divisione preliminare (Pre-Trial Division, di cui fanno parte le Pre-Trial Chambers), che analizza le richieste a procedere dell'Ufficio del procuratore e autorizza o meno le indagini della Corte in un primo stadio e, in un secondo momento, quando le indagini hanno portato alla raccolta di elementi sufficienti per affrontare un processo, decide sull'ammissibilità del caso; Divisione giudicante (Trial Division, di cui fanno parte le Trial Chambers), che si occupa del dibattimento vero e proprio e del processo di primo grado; Divisione d'appello (Appeals Division, di cui fanno parte le Appeals Chambers), composta dal presidente e quattro giudici, decide sui ricorsi in appello ed emette sentenze definitive.
- Ufficio del procuratore - anche detto OTP, dall'inglese Office of the Prosecutor - si occupa delle indagini, ha una sua indipendenza dalla CPI pur essendone un organo costitutivo. È composto da uffici investigativi, dal procuratore capo e dai procuratori. L'OTP agisce in modo relativamente indipendente, indaga sui casi sottopostogli dagli Stati, dal Consiglio di sicurezza ONU, ma anche da semplici cittadini. Può iniziare le indagini di propria iniziativa (motu proprio), ma deve chiedere autorizzazione alla Camera Preliminare, per l'autorizzazione a procedere nelle indagini preliminari. Oppure può iniziare le indagini dietro segnalazione (referral) da parte del Consiglio di sicurezza delle Nazioni Unite o di uno Stato parte. Può ricevere informazioni da qualsiasi fonte, incluse organizzazioni non governative e vittime, ma per iniziare le indagini vere e proprie deve chiedere un parere di ammissibilità ai giudici preposti. L'ufficio del procuratore sostiene l'accusa durante il processo. L'OTP è suddiviso in sezioni, con responsabili per le varie divisioni (divisions), con lo stesso nome ma da non confondere con le divisioni giudiziarie. Il procuratore capo viene eletto con voto segreto dagli Stati membri, detti Stati parte, riuniti nell'Assemblea degli Stati Parte (ASP) e deve ottenere maggioranza assoluta, i due Vice Procuratori vengono eletti con il medesimo meccanismo ma con nomi scelti da una lista presentata dal procuratore capo. Il primo procuratore capo è stato l'argentino Luis Moreno-Ocampo, eletto nel 2003 per un termine di nove anni non rinnovabili, a cui poi è succeduta la gambiana Fatou Bensouda dal 2012. Attualmente il procuratore capo è il britannico Karim Asad Ahmad Khan, eletto nel giugno 2021.
- Cancelleria (Registry): il cancelliere è responsabile amministrativo della Corte. Nella Cancelleria è compresa un'unità di protezione per vittime e testimoni. Amministra lo staff della Corte e gli investigatori dell'ufficio del procuratore, organizza udienze e assiste i difensori. Regola e garantisce il corretto flusso di informazioni e il rispetto del diritto degli imputati a una giusta difesa con presunzione di innocenza fino a prova del contrario. Per tutelare questo principio sono state costituite associazioni di difesa e un Consiglio di difesa che fa riferimento direttamente alla Cancelleria, pur non essendone formalmente parte integrante. Il Registrar è responsabile inoltre: delle strutture penitenziarie della Corte (ICC Detention Centre); delle unità per la partecipazione e il risarcimento delle vittime e dei testimoni (grossolanamente assimilabile alla 'parte civile'), dell'unità di protezione e sostegno di vittime[31] e testimoni (protezione fisica e morale); del programma di Outreach e propaganda. Il cancelliere viene eletto dai diciotto giudici della Corte riuniti in consiglio, tenendo nella dovuta considerazione le richieste e i suggerimenti dell'Assemblea degli Stati Parte. Il primo cancelliere della Corte è stato il giurista francese Bruno Cathala; poi la posizione è stata ricoperta dall'olandese Herman von Hebel[32], indi è passata al britannico Peter Lewis[33].

## Procedura di attivazione
L'avvio del procedimento è una fase molto delicata potendo essere attuata da tre fonti diverse: il procuratore, che agisce motu proprio, o un referral che può provenire da uno Stato che ha firmato il Trattato o dal Consiglio di sicurezza delle Nazioni Unite. I referral degli Stati sono molto più liberi, non avendo limiti, mentre il Consiglio di sicurezza deve far rientrare il suo atto in casi di violazione della pace, minaccia della pace o aggressione.
Il Consiglio ha tuttavia un potere molto criticato dalla dottrina di diritto internazionale, ovvero la possibilità di richiedere alla Camera Preliminare di bloccare le indagini del Procuratore per un anno qualora queste rientrino in un quadro complessivo sotto esame nello stesso Consiglio. La sospensione deve essere effettuata con un parere quantomeno non contrario all'unanimità dei membri permanenti del Consiglio.
Se l'OTP inizia un'indagine motu proprio deve raccogliere un numero sufficiente di dati da presentare alla Pre-Trial Chamber per la richiesta di autorizzazione a procedere, in caso di parere affermativo della Camera preliminare l'OTP può iniziare le indagini e presentarsi nuovamente alla Camera Preliminare per la disamina degli elementi accusatori, la Camera Preliminare deciderà quindi se gli elementi ricadono o meno nella giurisdizione della CPI, a quel punto l'OTP deve fornire al Consiglio di difesa elementi sufficienti per preparare un'adeguata azione difensiva volta a garantire un equo processo e il principio di presunzione di innocenza. Il Cancelliere è preposto a controllare e a facilitare un corretto passaggio di informazioni tra accusa e difesa, nonché a vigilare per il rispetto dei principi fondamentali del giusto processo.

## Procedimenti in corso
I processi in corso riguardano i presunti responsabili dei presunti crimini commessi nella Repubblica Democratica del Congo, nella Repubblica Centrafricana, in Uganda, nel Darfur (Sudan) e più di recente in Kenya, in Libia, in Costa d'Avorio, in Mali, in Georgia, in Burundi, in Ucraina (per i quali è stato emanato un mandato d'arresto per Vladimir Putin) e infine nella striscia di Gaza (per i quali è stato emanato un mandato d'arresto per il primo ministro israeliano Benjamin Netanyahu e l'ex ministro della difesa Yoav Gallant e per i leader di Hamas).

### Esami preliminari (OTP)
- Afghanistan: l'OTP ha analizzato elementi probatori per stabilire se fossero o meno stati commessi dei crimini dalle varie parti coinvolte nei conflitti, dopo incontri con le autorità afghane ha reso pubblico un report nel 2007 e ha richiesto ulteriori chiarimenti ma non ha ottenuto risposte dal Governo dell'Afghanistan. Dopo che nel 2019 il Governo statunitense si è opposto a un'indagine della Corte su presunti crimini di guerra durante la guerra in Afghanistan (2001-2021)[39], la camera pre-trial all'unanimità ha negato la prosecuzione di indagini le cui prospettive di successo sarebbero al momento assai limitate optando a usare le sue risorse per dare priorità alle attività che avrebbero migliori possibilità di successo".[40] Nel gennaio del 2025, l'OTP ha richiesto l'emissione di un mandato di arresto nei confronti della guida suprema Hibatullah Akhundzada e del giudice supremo Abdul Hakim Haqqani, e il governo dei talebani, che non è internazionalmente riconosciuto, ha emanato un decreto teso a ritirare, con effetto immediato, l'Afghanistan dalla C.P.I. e ad annullare retroattivamente l'adesione del 2003.[41]
- Colombia: l'OTP ha presentato un report nel 2006 con le segnalazioni e il materiale raccolto per determinare se vi fossero o meno i criteri per procedere nei confronti di militari, paramilitari e appartenenti alle guerrillas. Caso non in discussione al momento.
- Gabon: indagini in corso. Caso non in discussione al momento.[Quando?]
- Guinea: indagini in corso. Caso non in discussione al momento.[Quando?]
- Iraq vs. Regno Unito: in seguito a un considerevole numero di segnalazioni da parte di organizzazioni non governative, associazioni e cittadini, il Procuratore ha diramato un comunicato in cui spiegava che l'Iraq non è Stato Parte, che non erano arrivate segnalazioni da Stati Parte che avrebbero giustificato un'azione investigativa, che seppure personale militare o civile di Stati Parte avesse commesso presunti crimini (in particolare per il trattamento dei detenuti), tali violazioni avrebbero potuto essere considerate 'accessorie' rispetto a quelle eventualmente commesse da personale di Stati non Parte. L'indagine non è iniziata.
- Nigeria: indagine in corso. Caso non in discussione al momento.
- Palestina: in seguito a varie segnalazioni[42], a una dichiarazione dell'Autorità Nazionale Palestinese e a interventi della Lega araba, le varie obiezioni[43] - a un'eventuale attività investigativa della CPI su eventuali crimini potenzialmente perpetrati da palestinesi e/o a danno dei palestinesi - sono state sormontate dalla decisione della prima Camera pre-trial il 5 febbraio 2021[44]. In data 20 maggio 2024 il procuratore generale della Corte ha richiesto l'emissione di mandati di cattura contro il premier israeliano Benjamin Netanyahu e il ministro della difesa Yoav Gallant, accusati di "aver ridotto deliberatamente i civili palestinesi alla fame", di "omicidio volontario" e di "sterminio", e contro tre esponenti di Hamas, tra cui il leader Yahya Sinwar, per i crimini di "sterminio", "presa di ostaggi" e "stupro e altre forme di violenza sessuale".[45]
- Ucraina: indagini in corso. Emanato mandato d'arresto per Vladimir Putin e Maria Alekseyevna Lvova-Belova, con l'accusa di crimini di guerra, deportazione e trasferimento illegale di popolazione, in particolare bambini, dalle zone occupate dell'Ucraina alla Federazione Russa.[14][46]
- Filippine: indagini su Duterte[47] per gli omicidi extragiudiziali avvenuti sotto il suo mandato di sindaco e di Presidente: quelli «ammessi ufficialmente sono 6.500, quelli stimati dalle Ong quasi 30.000»[48] Nel marzo 2025 è stato emesso, nei confronti dell'ex presidente, un mandato di arresto, subito eseguito dalla polizia filippina nonostante il ritiro del paese dallo Statuto di Roma, e, in data 12 marzo, Duterte è stato quindi affidato alla custodia della CPI.[49]
- Georgia
- Mali
- Repubblica Democratica del Congo
- Costa d'Avorio
- Uganda
- Kenya
- Sudan Darfur
- Libia
- Repubblica Centrafricana
- Burundi
- Venezuela

## Statistiche 2022/2023
Durante il periodo di riferimento 2022/23, le camere della Corte hanno emesso 534 decisioni scritte, oltre a decisioni orali e via e-mail.
Sono state condotte 227 udienze durante lo stesso periodo, un totale combinato di oltre 15 000 vittime ha partecipato ai casi dinanzi alla Corte durante il periodo di riferimento.
La Corte ha ricevuto più di 8 900 nuovi moduli di richiesta da parte delle vittime, inclusi 1 083 nel caso Al Mahdi (ripetizione), 1 320 nel caso Abd-Al-Rahman, oltre 2 000 per la situazione in Ucraina e circa 600 nei casi legati alla situazione nella Repubblica Centrafricana.
La Corte ha ricevuto un totale di 2 341 moduli di rappresentazione riguardanti le situazioni nella Repubblica Bolivariana del Venezuela e nelle Filippine per processi avviati in conformità all'articolo 18 dello Statuto di Roma della Corte Penale Internazionale.
La Corte ha ricevuto informazioni di follow-up per un totale di 1 300 domande esistenti.
Queste statistiche, che offrono un'idea delle attività e della portata della Corte durante il periodo di riferimento 2022/23, sono desumibili dalla comunicazione resa alle Nazioni Unite.

## Magistrati

### Procuratori
| Nome               | Nazionalità | Elezione         | Inizio mandato | Termine mandato | Azioni avviate |
| ------------------ | ----------- | ---------------- | -------------- | --------------- | -------------- |
| Luis Moreno Ocampo | Argentina   | 21 aprile 2003   | 16 giugno 2003 | 15 giugno 2012  | 7              |
| Fatou Bensouda     | Gambia      | 12 dicembre 2011 | 15 giugno 2012 | 15 giugno 2021  | 4              |
| Karim Khan         | Regno Unito | 12 febbraio 2021 | 16 giugno 2021 |                 | 1              |

## Riferimenti normativi
- Legge 10 novembre 2021, n. 202 - Ratifica ed esecuzione degli emendamenti allo Statuto istitutivo della Corte penale internazionale, ratificato ai sensi della legge 12 luglio 1999, n. 232, adottati a Kampala il 10 e l'11 giugno 2010.